# MTSA Leipzig
Die MTSA Leipzig (offiziell: Militär-Turn-und Sportabteilung) war ein Sportverein aus Leipzig im Freistaat Sachsen. Die Feldhandballmannschaft errang dreimal in Folge (1937, 1938 und 1939) den Deutschen Meisterschaftstitel.

## Geschichte
Die MTSA Leipzig wurde vom Infanterieregiment 11 Leipzig als Verein für Leibesübungen am 1. Februar 1927 gegründet. Neben der Handballmannschaft gab es eine Fußball- sowie eine Rugbymannschaft. Die Handballmannschaft errang dreimal in Folge (1937 bis 1939) den Deutschen Meisterschaftstitel und viermal in Folge die Gaumeisterschaft Sachsens (1936 bis 1939). Die Rugbymannschaft gewann 1939 die Deutsche Meisterschaft. Markantes Kennzeichen der Trikots der Handballmannschaft war in den Erfolgsjahren ein breiter weißer Blockstreifen in Brusthöhe (Brustring) auf dunklem Grund. Dazu trugen die Spieler weiße Shorts.
Ein Vereinsstadion wurde am 29. September 1935 eingeweiht. Es entstand zwischen der Herr- (jetzt Olbricht-) und der Landsberger Straße im Leipziger Stadtteil Gohlis. Im Verein waren nicht nur Militärangehörige aktiv. Auch Zivilisten fanden Aufnahme im Spielerkader. So zum Beispiel der Olympiasieger Edgar Reinhardt, der ein Medizinstudium in Leipzig absolvierte und 1937 und 1938 mit der MTSA Deutscher Meister wurde.
Die siegreichen Finalspiele der MTSA um die Deutsche Meisterschaft im Handball endeten 1937 gegen SV Waldhof Mannheim 5:4, 1938 gegen MSV Weißenfels 6:5 und 1939 gegen Lintforter SpV 6:4.
Mit Ausbruch des Zweiten Weltkrieges 1939 wurden die Mannschaften aus den Ligen zurückgezogen. Im Sportmuseum Leipzig (Stadtgeschichtliches Museum Leipzig) sind unter anderem Pokale, Bilder und Zeitungsausschnitte über die MTSA Leipzig archiviert.
Ab 1950 nutzte der Armeesportverein Vorwärts Leipzig das Gelände des MTSA zwischen Olbricht und Landsberger Straße.

## Erfolge im Handball
- Deutscher Meister: 1937, 1938, 1939
- Deutscher Vizemeister: 1936
- Gaumeister Sachsen: 1936, 1937, 1938, 1939

## Erfolge im Rugby
- Sachsenmeister 1939

## Bekannte ehemalige Spieler (Handball)
- Werner Badstübner, Weltmeister 1938
- Kurt Dossin, Olympiasieger (Gold, Berlin 1936)
- Gerhard Hammerich, Weltmeister 1938
- Fritz Prosser, Weltmeister 1938
- Edgar Reinhardt, Olympiasieger (Gold, Berlin 1936)